# Betsileo-Wollmaki

Verbreitungsgebiet (rot)

Der Betsileo-Wollmaki (Avahi betsileo) ist eine Primatenart aus der Gruppe der Lemuren. Er wurde erst 2007 als eine vom Östlichen Wollmaki eigenständige Art beschrieben. Die Art ist nach der madagassischen Volksgruppe der Betsileo benannt.
Betsileo-Wollmakis erreichen eine Kopfrumpflänge von rund 29 Zentimetern, der Schwanz misst zusätzlich rund 31 Zentimetern. Ihr Gewicht beträgt rund 1,05 Kilogramm. Das Fell ist wie bei allen Wollmakis dicht und wollig, es ist am Rücken und an den Außenseiten der Gliedmaßen in einem hellen Rotbraun gefärbt, der Bauch ist grau. Der Schwanz ist lang und buschig und rotbraun gefärbt. Der Kopf ist rundlich, das Fell an der Oberseite ist sehr buschig, das Gesicht ist grau gefärbt. Die Augen sind groß, die Ohren hingegen klein.
Betsileo-Wollmakis sind auf Madagaskar beheimatet, wo sie die Regenwälder an der Ostküste bewohnen. Die genauen Ausmaße ihres Verbreitungsgebietes sind nicht bekannt, bislang ist die Art nur aus der Region Fandriana bekannt. Der Fluss Mangoro dürfte die Nordgrenze ihres Vorkommens bilden, der Mananjary die Südgrenze.
Die Lebensweise dieser neu beschriebenen Art ist nicht bekannt, vermutlich stimmt sie mit der der übrigen Wollmakis überein. Demzufolge sind sie nachtaktive Baumbewohner, die sich senkrecht kletternd und springend fortbewegen, in monogamen Familiengruppen leben und sich vorwiegend von Blättern ernähren.
Auch ihr Gefährdungsgrad ist unklar. Die IUCN listet die Art unter „zu wenig Daten vorhanden“ (data deficient).